# 極東大学校
極東大学校（ククトンだいがっこう、英語: Far East University）は、大韓民国の忠清北道陰城郡にある私立大学。学校法人極東学院（극동학원）が運営を行う。

## 沿革
- 1997年12月5日：設立。
- 1998年3月7日：開校。
- 2011年：教育科学技術部選定 政府財政支援制限大学[1]。
- 2015年：教育部 大学構造改革評価結果D等級[2]。
- 2017年：教育部 大学構造改革評価2次年度履行点検結果財政支援制限完全解除[3]。
- 2018年：教育部大学基本力量診断評価結果力量強化大学選定および条件付き一般財政支援[4]。